# خليف محمود
خليف محمود المحل (1954 -) هو فنان تشكيلي عراقي، يعمل أستاذاً للفنون التشكيلية في كلية الفنون الجميلة في جامعة الموصل.

## حياته
ولد خليف محمود في الموصل عام 1954، اكمل دراسته فيها عام 1971، حصل على شهادة البكالوريوس من كلية الفنون الجميلة في جامعة بغداد عام 1976، واقام اول معرض شخصي له في نينوى عام 1978، وأشترك في معارض محلية ودولية من علم 1977 حتى عام 2020، اسس جماعة فنية اطلق عليها «نينوى للفن التشكيلي» عام 2004، حصل على شهادة الماجستير في التصميم الطباعي من كلية الفنون الجميلة عام 2005، وعين رئيساً لجمعية الفنانيين العراقيين في محافظة نينوى في نفس العام، واسس جماعة في عمان أُطلق عليها جماعة رسامي الالوان المائية في 2009، وفي عام 2010 حاز على شهادة الدكتوراه في التصميم الطباعي من قسم الكرافيك في كلية الفنون بجامعة دمشق.

## معارض
- مشارك في مهرجان الربيع الحادي عشر في نينوى وفاز بالجائزة الثانية عام 1977.
- مشارك في مهرجان الربيع القطري وفاز بالجائزة الاولى 1984.
- معرض شخصي في نينوى وبغداد وعمان 1994 و1995 و1996 و1997.
- معرض شخصي في مبنى مدينة عمان الكبرى في الأردن.
- مشارك في المعرض التشكيلي في تونس
- مشارك في المعرض التشكيلي الثامن في كاليري شاهين في بيروت.
- معرض بلدية باريس باشراف الامم المتحدة.
- معرض شخصي بعنوان في برلين 2010.

## جوائز
- حاصل على الجائزة الثالثة للصليب الاحمر الدولي 1999.
- حاصل على جائزة أفضل عشرة رسامين بالعالم بالرسم المائي في المهرجان العالمي في انقرة 2020.

## عضوية
- عضو في جمعية الفنانين التشكيليين العراقيين.
- عضو في نقابة الفنانين العراقيين.